# Henning Friedrich von Bassewitz

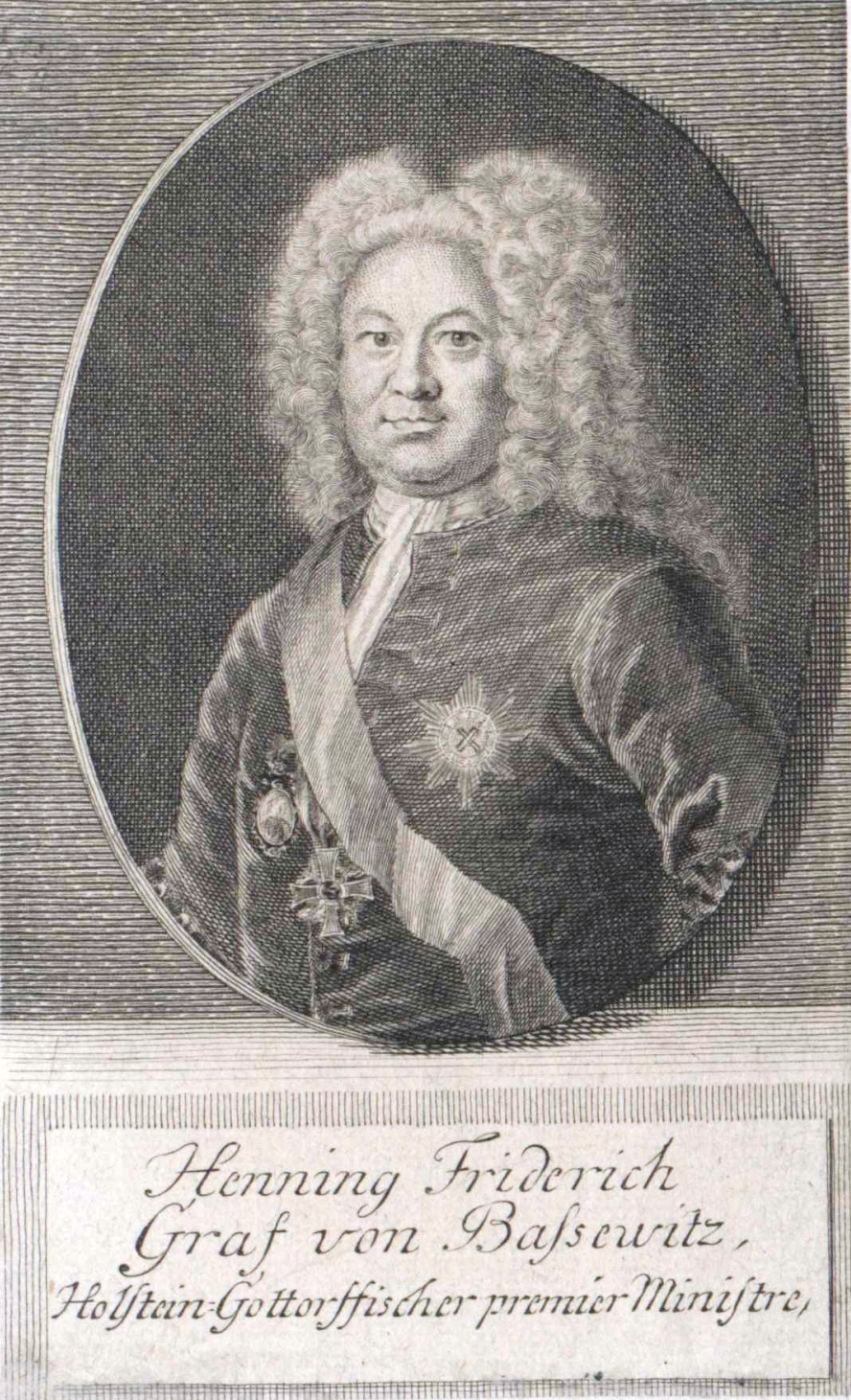
Henning Friedrich von Bassewitz

Henning Friedrich von Bassewitz, född 1680 och död 1749, var en holstein-gottorpsk statsman.
von Bassewitz föddes i Mecklenburg och var först i hovtjänst där. 1710 kom han i gottorpsk tjänst och sändes 1713 av Georg Heinrich von Görtz till Peter den store för att vinna hans hjälp för hertig Karl Fredrik och föreslog då ett giftermål mellan denne och tsarens dotter. Han hamnade senare i Görtz' onåd och störtades från makten, men efter dennes fall blev von Bassewitz 1719 ledare av Gottorps politik, och genomdrev 1725 giftermålet mellan Karl Fredrik och Anna Petrovna, och arbetade intensivt på att återvinna Schleswig till Holstein-Gottorp. 1730 föll von Bassewitz i onåd och fängslades, men blev frigiven och levde därefter som privatman på sina egendomar.